# Kinh độ
Kinh độ (Tiếng Anh: longitude) được ký hiệu bằng chữ cái tiếng Hy Lạp lambda (λ), là giá trị tọa độ địa lý theo hướng đông-tây, được sử dụng phổ biến nhất trong bản đồ học và hoa tiêu toàn cầu. Một đường kinh độ được gọi là kinh tuyến và nó tạo thành một nửa đường tròn lớn. Hiểu theo cách đơn giản là kinh độ là các đường thẳng, thay vì vĩ tuyến và vĩ độ nằm ngang.

## Lịch sử
Các nhà hàng hải và các nhà thám hiểm trong phần lớn lịch sử nhân loại đã cố gắng để xác định kinh độ chính xác. Vĩ độ đã được tính toán bằng cách quan sát (với thước đo độ hay cao kế thiên thể) độ nghiêng của Mặt Trời hay của các ngôi sao trên hải đồ, nhưng với kinh độ thì không có những cách thức nghiên cứu hiển nhiên như thế. Amerigo Vespucci có lẽ là người đầu tiên đưa ra giải pháp, sau khi dành một nghị lực và khoảng thời gian lớn để nghiên cứu vấn đề trong thời giam tạm lưu lại ở Tân thế giới.

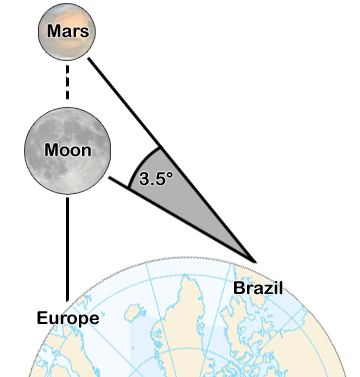

"Đối với kinh độ, tôi công bố rằng tôi đã thấy quá nhiều khó khăn trong việc xác định nó và tôi đã phải rất cố gắng để biết chắc chắn khoảng cách theo hướng đông-tây mà tôi đã vượt qua. Kết quả cuối cùng đối với công sức của tôi là tôi nhận thấy không có gì tốt hơn là chờ đợi và thực hiện quan sát giao hội của một hành tinh với một hành tinh khác vào ban đêm, và đặc biệt là giao hội của Mặt Trăng với các hành tinh khác, do Mặt Trăng là nhanh hơn trong hành trình của nó so với các hành tinh khác. Tôi đã so sánh các quan sát của tôi với [niên lịch]. Sau khi tôi đã thực hiện các thực nghiệm trong nhiều đêm, một đêm, ngày hai mươi ba tháng 8 năm 1499, đã có giao hội của Mặt Trăng với Sao Hỏa, mà theo niên lịch đã diễn ra vào nửa đêm hoặc nửa giờ trước đó. Tôi phát hiện ra rằng...vào lúc nửa đêm thì vị trí của Sao Hỏa là khoảng ba độ rưỡi về phía đông." 
Bằng cách so sánh các vị trí tương đối của Mặt Trăng và Sao Hỏa với các vị trí đã dự đoán trước của chúng, Vespucci đã có thể suy luận một cách thô thiển kinh độ của ông. Nhưng phương pháp này có một vài hạn chế: Thứ nhất, nó đòi hỏi sự diễn ra của một sự kiện thiên văn cụ thể (trong trường hợp này, Sao Hỏa vượt qua cùng một xích kinh như Mặt Trăng), và người quan sát cần thiết phải dự liệu sự kiện này thông qua niên lịch thiên văn. Người này cũng cần phải biết thời gian chính xác, là điều khó khăn để có thể biết chắc chắn tại các vùng đất lạ. Cuối cùng, nó đòi hỏi nền tảng quan sát ổn định, trong khi việc thực hiện kỹ thuật này trên boong tàu tròng trành khi ở trên biển là không khả thi.
Không giống như vĩ độ, có xích đạo như là vị trí khởi đầu tự nhiên, ở đây không có vị trí khởi đầu tự nhiên cho kinh độ. Vì thế, một kinh tuyến tham chiếu cần được chọn ra. Trong khi các nhà lập bản đồ người Anh đã từ lâu sử dụng kinh tuyến Greenwich tại London thì các tham chiếu khác cũng từng được sử dụng tại những nơi khác, bao gồm: El Hierro, Roma, Copenhagen, Jerusalem, Sankt Peterburg, Pisa, Paris, Philadelphia, Washington. Năm 1884, Hội nghị Kinh tuyến Quốc tế đã phê chuẩn kinh tuyến Greenwich như là kinh tuyến gốc thế giới hay điểm 0 của kinh độ.

## Lưu ý và tính toán kinh độ
Kinh độ được đưa ra như là số đo góc nằm trong khoảng từ 0° tại kinh tuyến gốc tới +180° về phía đông và −180° về phía tây. Ký tự Hy Lạp λ (lambda) được sử dụng để biểu thị vị trí của một nơi trên Trái Đất về phía đông hay phía tây của kinh tuyến gốc.
Mỗi độ kinh độ được chia thành 60 phút, mỗi phút lại được chia thành 60 giây. Như thế kinh độ được liệt kê trong biểu diễn thập lục phân như là 23° 27′ 30" kinh đông. Để có độ chính xác cao hơn, giây được liệt kê với phần thập phân. Một kiểu biểu diễn khác sử dụng độ và phút, trong đó phần lẻ của phút được biểu diễn dưới dạng thập phân, giống như thế này: 23° 27,500′ kinh đông. Cũng có thể biểu diễn dưới dạng chỉ có độ và phần thập phân của nó như: 23,45833° kinh đông. Để tính toán, số đo góc có thể chuyển đổi sang radian, vì thế kinh độ có thể biểu diễn theo kiểu này như là phân số có dấu của π (pi) hoặc không dấu của 2π.
Để tính toán, hậu tố kinh đông/kinh tây được thay thế bằng dấu âm đối với Tây bán cầu. Một cách rắc rối, sự chuyển đổi sang số âm cho phía đông đôi khi cũng dược ghi nhận. Chuyển đổi được ưa thích nhất – phía đông là dương – là phù hợp với hệ tọa độ Descartes thuận phải với Bắc cực ở phía trên. Một kinh độ cụ thể có thể kết hợp với một vĩ độ cụ thể (thường là dương ở Bắc bán cầu) để cho ra vị trí chính xác của một điểm nào đó trên bề mặt Trái Đất.
Kinh độ tại một điểm có thể được xác định bằng tính toán sự chênh lệch thời gian tại vị trí này với giờ phối hợp quốc tế (UTC). Do có 24 giờ trong ngày và 360 độ trong một đường tròn, nên Mặt Trời di chuyển trên bầu trời với tốc độ 15 độ mỗi giờ (360°/24 giờ = 15°/giờ). Vì thế nếu múi giờ của một người nào đó là 3 giờ nhanh hơn UTC thì người này ở gần với kinh độ 45° (3 giờ × 15° /giờ = 45°). Từ gần được sử dụng do điểm này có thể không ở chính giữa múi giờ; bên cạnh đó múi giờ cũng được định nghĩa mang tính chính trị nhiều hơn, vì thế các tâm và ranh giới của chúng thường không nằm trên kinh tuyến là bội số của 15°. Tuy nhiên, để thực hiện tính toán này, người ta cần có đồng hồ bấm giờ (đồng hồ) đặt theo UTC và cần xác định giờ địa phương bằng cách quan sát Mặt Trời hay quan sát thiên văn. Các chi tiết là phức tạp hơn nhiều so với miêu tả tại đây: xem bài về giờ quốc tế và về phương trình thời gian để có thêm chi tiết.

## Tham số elip
Do phần lớn các hành tinh (bao gồm cả Trái Đất) là các elipxoit xoay vòng hay hình phỏng cầu, chứ không phải các hình cầu, nên cả bán kính và độ dài dây cung là biến đổi theo kinh độ. Sự biến thiên này đòi hỏi phải đưa vào các tham số elip, dựa trên độ lệch tâm góc của elip, {\displaystyle o\!\varepsilon \,\!} (bằng {\displaystyle \scriptstyle {\arccos({\frac {b}{a}})}\,\!}, trong đó {\displaystyle a\;\!} and {\displaystyle b\;\!} là các bán kính xích đạo và cực; {\displaystyle \scriptstyle {\sin(o\!\varepsilon )^{2}}\;\!} là độ lệch tâm bậc nhất bình phương, {\displaystyle {e^{2}}\;\!}; và {\displaystyle \scriptstyle {2\sin({\frac {o\!\varepsilon }{2}})^{2}}\;\!} hoặc {\displaystyle \scriptstyle {1-\cos(o\!\varepsilon )}\;\!} là độ dẹt, {\displaystyle {f}\;\!}). Sử dụng trong việc tạo ra tích phân cho suất cong là nghịch đảo của tích phân elip bậc nhất, {\displaystyle E'\;\!}:
{\displaystyle n'(\phi )={\frac {1}{E'(\phi )}}={\frac {1}{\sqrt {1-{\big (}\sin(\phi )\sin(o\!\varepsilon ){\big )}^{2}}}};\,\!}
{\displaystyle {\begin{aligned}M(\phi )&=a\cdot \cos(o\!\varepsilon )^{2}n'(\phi )^{3}={\frac {(ab)^{2}}{{\Big (}(a\cos(\phi ))^{2}+(b\sin(\phi ))^{2}{\Big )}^{3/2}}};\\N(\phi )&=a{\cdot }n'(\phi )={\frac {a^{2}}{\sqrt {(a\cos(\phi ))^{2}+(b\sin(\phi ))^{2}}}}.\end{aligned}}\,\!}

## Chiều dài một độ cung
Chiều dài của một độ cung trong khác biệt về vĩ độ theo hướng bắc-nam, {\displaystyle \scriptstyle {\Delta \phi }\;\!}, là khoảng 60 hải lý hay 111 kilômét hoặc 69 dặm Anh tại bất kỳ vĩ độ nào. Chiều dài của một độ cung trong khác biệt về kinh độ theo chiều đông tây, {\displaystyle \scriptstyle {\cos(\phi )\Delta \lambda }\;\!}, tại xích đạo là xấp xỉ con số nêu trên nhưng giảm dần tới 0 tại hai cực.
Trong trường hợp hình phỏng cầu, một kinh tuyến và kinh tuyến đối diện của nó tạo thành một hình elip, do vậy biểu thức chính xác cho chiều dài của một độ cung vĩ độ sẽ là:
{\displaystyle {\frac {\pi }{180^{\circ }}}M(\phi )\;\!}
Bán kính cung nằm trong mặt phẳng kinh tuyến, và được biết đến như là bán kính suất cong kinh tuyến, {\displaystyle M\;\!}.
Tương tự, biểu thức chính xác cho chiều dài của một độ cung vĩ độ là:
{\displaystyle {\frac {\pi }{180^{\circ }}}\cos(\phi )N(\phi )\;\!}
Bán kính cung tại đây nằm trong mặt phẳng của mặt phẳng thẳng đứng gốc, là mặt phẳng chạy theo hướng đông-tây và vuông góc ("trực giao") với cả mặt phẳng kinh tuyến lẫn mặt phẳng tiếp xúc với bề mặt của elipxoit, và nó được biết đến như là bán kính trực giao của suất cong, {\displaystyle N\;\!}.
Dọc theo xích đạo (đông-tây), {\displaystyle N\;\!} bằng bán kính tại xích đạo. Bán kính của suất cong tại góc vuông với mặt phẳng xích đạo (bắc-nam), {\displaystyle M\;\!}, là ngắn hơn 43 km, vì thế độ dài của một độ theo vĩ độ tại xích đạo là khoảng 1 km ngắn hơn độ dài của một độ theo kinh độ tại xích đạo. Các bán kính của suất cong là tương đương tại vùng cực, nơi chúng dài hơn khoảng 64 km so với bán kính tại xích đạo theo hướng bắc-nam của suất cong do bán kính tại cực là 21 km nhỏ hơn so với bán kính tại xích đạo. Các bán kính vùng cực nhỏ hơn chỉ ra rằng bắc và nam bán cầu bị dẹt hơn, làm cho các bán kính suất cong của chúng phải dài hơn. Sự dẹt này cũng 'bó chặt' bán kính xích đạo theo hướng bắc-nam của suất cong, làm cho nó ngắn hơn bán kính xích đạo khoảng 43 km. Cả hai bán kính suất cong đều vuông góc với mặt phẳng tiếp xúc với bề mặt của elipxoit tại mọi vĩ độ, hướng thẳng về điểm nằm trên trục cực tại bán cầu đối diện (ngoại trừ xích đạo  khi đó các điểm hướng thẳng về tâm Trái Đất). Bán kính suất cong theo chiều đông-tây đạt tới trục, trong khi bán kính suất cong theo chiều bắc-nam là ngắn hơn tại mọi vĩ độ, ngoại trừ tại hai cực.
Elipxoit WGS84, được tất cả các thiết bị của GPS sử dụng, lấy các giá trị cho bán kính xích đạo là 6.378.137,0 m và độ dẹt nghịch đảo, (1/f) bằng 298,257223563, vì thế bán kính cực của nó bằng 6.356.752,3142 m và bình phương độ lệch tâm thứ nhất của nó bằng 0,00669437999014. Elipxoit gần đây nhưng ít được sử dụng là IERS 2003 lấy giá trị của bán kính xích đạo và cực tương ứng là 6.378.136,6 và 6.356.751,9 m, và giá trị độ dẹt nghịch đảo bằng 298,25642. Các độ dài của các độ trên các elipxoit WGS84 và IERS 2003 là như nhau khi làm tròn tới 6 chữ số có nghĩa. Các con số tính toán thích hợp cho bất kỳ vĩ độ nào được Cục tình báo địa không gian quốc gia Hoa Kỳ (NGA) cung cấp.
| Vĩ độ | Bán kính Bắc-Nam của suất cong {\displaystyle M\;\!} | Khoảng cách bề mặt trên 1° thay đổi về vĩ độ | Bán kính Đông-Tây của suất cong {\displaystyle N\;\!} | Khoảng cách bề mặt trên 1° thay đổi về kinh độ |
| ----- | ---------------------------------------------------- | -------------------------------------------- | ----------------------------------------------------- | ---------------------------------------------- |
| 0°    | 6.335,44 km                                          | 110,574 km                                   | 6.378,14 km                                           | 111,320 km                                     |
| 15°   | 6.339,70 km                                          | 110,649 km                                   | 6.379,57 km                                           | 107,551 km                                     |
| 30°   | 6.351,38 km                                          | 110,852 km                                   | 6.383,48 km                                           | 96,486 km                                      |
| 45°   | 6.367,38 km                                          | 111,132 km                                   | 6.388,84 km                                           | 78,847 km                                      |
| 60°   | 6.383,45 km                                          | 111,412 km                                   | 6.394,21 km                                           | 55,800 km                                      |
| 75°   | 6.395,26 km                                          | 111,618 km                                   | 6.398,15 km                                           | 28,902 km                                      |
| 90°   | 6.399,59 km                                          | 111,694 km                                   | 6.399,59 km                                           | 0,000 km                                       |

## Kinh độ và vĩ độ hoàng đạo
Kinh độ và vĩ độ hoàng đạo được định nghĩa cho các hành tinh, các ngôi sao và các thiên thể khác theo cách thức tương tự như các định nghĩa tương ứng của Trái Đất. Cực là đường vuông góc với mặt phẳng hoàng đạo gần nhất với cực bắc của thiên thể. Vĩ độ hoàng đạo được đo từ 0° tới 90° bắc (+) hay nam (−) của mặt phẳng hoàng đạo. Kinh độ hoàng đạo được đo từ 0° tới 360° theo hướng đông (hướng mà Mặt Trời dường như là chuyển động tương đối với các ngôi sao) dọc theo đường hoàng đạo tính từ điểm xuân phân ở Bắc bán cầu. Điểm xuân phân tại một ngày tháng cụ thể nào đó là xuân phân cố định, chẳng hạn như xuân phân trong khung tham chiếu J2000.
Tuy nhiên, điểm xuân phân cũng di chuyển do nó là điểm giao của hai mặt phẳng, mà cả hai đều chuyển động. Mặt phẳng hoàng đạo tương đối tĩnh tại, dao động trong phạm vi đường tròn đường kính 4° tương đối với các ngôi sao cố định trong hàng triệu năm do ảnh hưởng của trường hấp dẫn của các hành tinh khác. Chuyển động lớn nhất là hồi chuyển tương đối nhanh của mặt phẳng xích đạo Trái Đất với cực của nó đi theo một vòng tròn đường kính 47° gây ra bởi Mặt Trăng. Điều này làm cho xuân phân tiến động theo hướng tây dọc theo hoàng đạo khoảng 50" mỗi năm. Chuyển động này của điểm xuân phân gọi là điểm phân của ngày. Kinh độ hoàng đạo tương đối so với điểm xuân phân chuyển động được sử dụng khi các vị trí của Mặt Trời, Mặt Trăng, các hành tinh, hoặc các ngôi sao tại những ngày không phải ngày của xuân phân cố định là quan trọng, chẳng hạn trong các loại lịch, chiêm tinh học hay cơ học thiên thể. 'Sai sót' của lịch Julius hay lịch Gregory là luôn luôn tương đối với xuân phân chuyển động. Năm, tháng, ngày của lịch Trung Quốc tất cả đều phụ thuộc vào các kinh độ hoàng đạo của ngày của Mặt Trời và Mặt Trăng. Các đoạn hoàng đạo 30° được sử dụng trong chiêm tinh học cũng là tương đối so với xuân phân chuyển động. Cơ học thiên thể (ở đây chỉ hạn chế trong chuyển động của các thiên thể thuộc hệ Mặt Trời) sử dụng cả xuân phân cố định và xuân phân chuyển động. Đôi khi trong nghiên cứu các chu kỳ Milankovitch,  mặt phẳng cố định của hệ Mặt Trời được thay thế bằng mặt phẳng hoàng đạo chuyển động. Kinh độ có thể đặt từ 0 tới {\displaystyle {\begin{matrix}2\pi \end{matrix}}} radian tại một trong hai trường hợp.

## Kinh độ trên các thiên thể không là Trái Đất
Các hệ tọa độ hành tinh được định nghĩa tương đối so với trục tự quay trung bình của chúng; các định nghĩa nhiều loại khác nhau về kinh độ phụ thuộc vào từng thiên thể. Các hệ thống kinh độ của phần lớn các thiên thể này với các bề mặt cứng có thể quan sát được đã được định nghĩa bằng các tham chiếu tới đặc trưng bề mặt, chẳng hạn như hố va chạm. Cực bắc là cực của trục tự quay nằm ở phía bắc của mặt phẳng cố định của hệ Mặt Trời (gần hoàng đạo). Vị trí của kinh tuyến gốc cũng như vị trí của cực bắc của thiên thể trên thiên cầu có thể dao động theo thời gian do tiến động của trục tự quay của hành tinh (hay vệ tinh). Nếu góc vị trí của kinh tuyến gốc của thiên thể tăng lên theo thời gian, thiên thể có sự tự quay hướng vào (hay thuận hành); còn ngược lại thì chuyển động tự quay được gọi là nghịch hành.
Khi không có các thông tin khác, trục tự quay được giả định là vuông góc với mặt phẳng quỹ đạo trung bình; Sao Thủy và phần lớn các vệ tinh thuộc thể loại này. Đối với nhiều vệ tinh, người ta giả định rằng tốc độ tự quay là tương đương với chu kỳ quỹ đạo trung bình. Trong trường hợp các hành tinh khí khổng lồ, do các đặc trưng bề mặt của chúng là liên tục thay đổi và chuyển động với các tốc độ khác nhau, sự tự quay của các từ trường của chúng được sử dụng làm tham chiếu. Trong trường hợp Mặt Trời, ngay cả thể loại này cũng thất bại (do từ quyển của nó là rất phức tạp và không thực sự tự quay theo kiểu cách đều đều một cách vững chắc), và giá trị tự quay được chấp nhận chung của xích đạo của nó được sử dụng thay thế.
Đối với kinh độ địa lý hành tinh, các kinh độ phía tây (nghĩa là các kinh độ được đo là dương về phía tây) được sử dụng khi sự tựh quay là thuận hành, và các kinh độ đông (nghĩa là các kinh độ được đo là dương về phía đông) khi sự tự quay là nghịch hành. Trong các thuật ngữ đơn giản hơn, hãy tưởng tượng một người quan sát ở xa và không di chuyển quan sát hành tinh khi nó tự quay. Cũng giả định rằng người quan sát này là nằm trong mặt phẳng của xích đạo hành tinh. Điểm trên xích đạo mà vượt trực tiếp ngay trước mặt người quan sát này muộn hơn về thời gian sẽ có kinh độ địa lý hành tinh lớn hơn của điểm đến trước về thời gian.
Tuy nhiên, kinh độ tâm hành tinh luôn luôn được đo là dương về phía đông, không phụ thuộc vào việc hành tinh tự quay theo hướng nào. Phía đông được định nghĩa như là hướng ngược chiều kim đồng hồ xung quanh hành tinh, khi nhìn từ phía trên cao của cực bắc của nó, và cực bắc là cực nào sắp hàng gần hơn với cực bắc của Trái Đất. Các kinh độ theo truyền thống được viết sử dụng "kinh đông/E" hoặc "kinh tây/W" thay vì "+" hay "−" để chỉ ra sự phân cực này. Ví dụ, tất cả những kiểu ghi sau đều chỉ cùng một điều: 
- −91°
- 91°W hay 91° kinh tây
- +269°
- 269°E hay 269° kinh đông.

Các bề mặt tham chiếu đối với một số hành tinh (chẳng hạn Trái Đất và Sao Hỏa) là các elipxoit xoay vòng, trong đó bán kính xích đạo là lớn hơn bán kính cực; nói cách khác, chúng là các hình phỏng cầu dẹt. Các thiên thể nhỏ hơn (như Io, Mimas v.v.) có xu hướng xấp xỉ tốt hơn với các elipxoit ba trục; tuy nhiên, các elipxoit ba trục có thể diễn tả nhiều tính toán phức tạp hơn, đặc biệt là những gì liên quan tới các phép chiếu bản đồ. Nhiều phép chiếu có thể đánh mất các tính chất phổ biến và tao nhã của chúng. Vì lý do này các bề mặt tham chiếu hình cầu thường xuyên được sử dụng trong các chương trình vẽ bản đồ.
Tiêu chuẩn hiện đại để vẽ bản đồ của Sao Hỏa (kể từ khoảng năm 2002) là sử dụng các tọa độ tâm hành tinh. Kinh tuyến của Sao Hỏa được định vị tại hố va chạm Airy-0.
Các thiên thể bị khóa thủy triều có kinh độ tham chiếu tự nhiên vượt qua điểm gần nhất với thiên thể mẹ của nó.. Tuy nhiên, sự đu đưa do các quỹ đạo không tròn hoặc sự nghiêng trục tự quay làm cho điểm này di chuyển xung quanh điểm cố định nào đó trên thiên thể giống như một analemma.